# Щитоносный броненосец
Щитоносный броненосец (лат. Calyptophractus retusus) — единственный представитель рода щитоносных броненосцев (Calyptophractus) семейства Chlamyphoridae. Встречается в Аргентине, Боливии и Парагвае. Его места обитания — субтропические или тропические засушливые кустарники и субтропические или тропические засушливые низинные пастбища. Ему угрожает сокращение площади местообитаний и прямое преследование со стороны человека.

## Описание

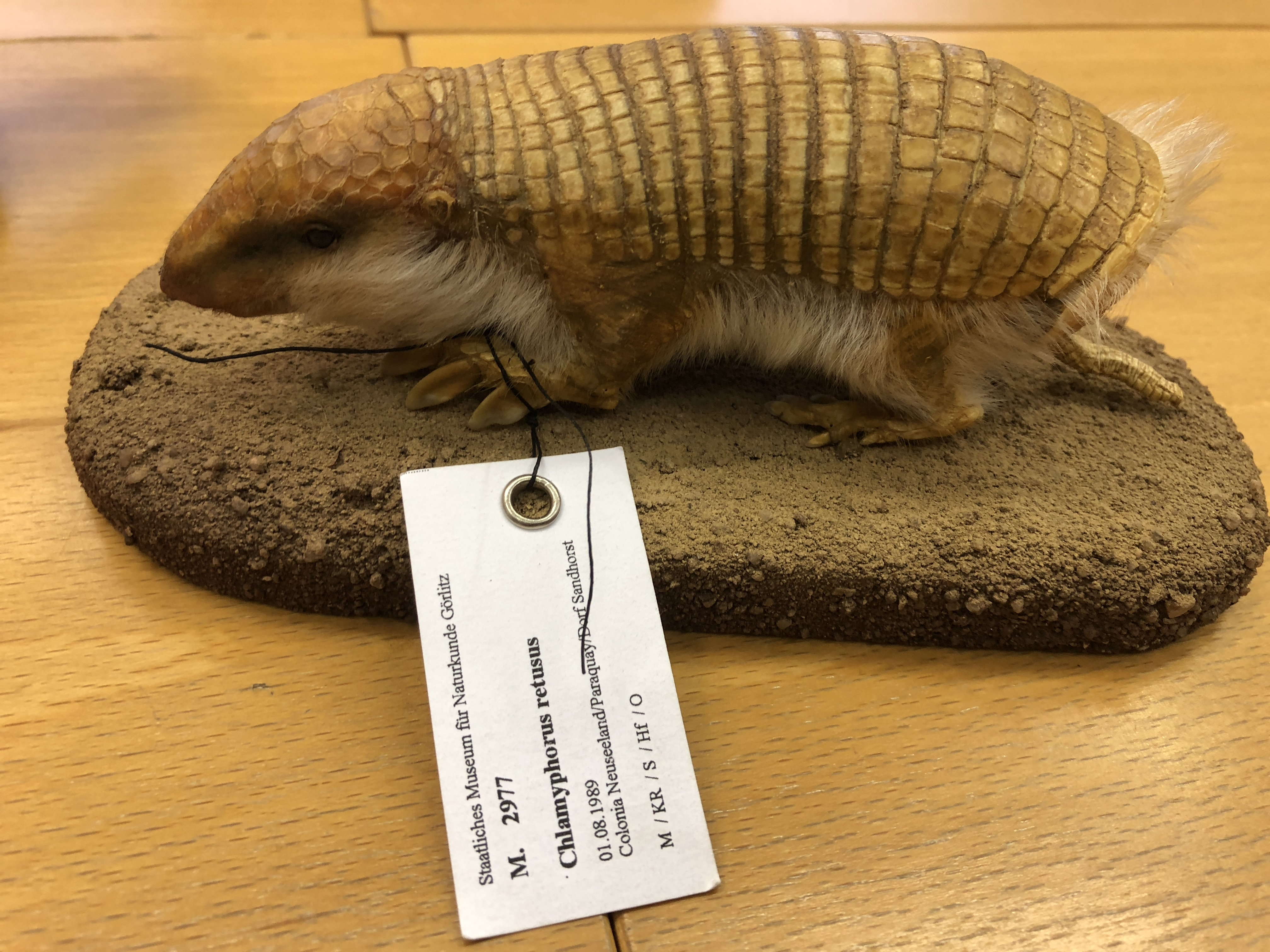
В коллекции музея

Щитоносный броненосец — это небольшой вид, вырастающий до длины от 140 до 175 миллиметров с хвостом около 35 миллиметров в длину и весом до килограмма. Как и у других броненосцев, у него есть полосы панциря на его спинной (верхней) поверхности, но, как и у плащеносного броненосца (Chlamyphorus truncatus), и в отличие от большинства других броненосцев, эти полосы срослись с его тазом и позвоночником. Они имеют мягкую текстуру и соединяются друг с другом кожей, что придает телу гибкость. Они резко заканчиваются в задней части тела. Брюшная поверхность покрыта густыми пушистыми волосами, на спинной поверхности также есть редкие волосы. Лопатообразные передние имеют изогнутые когти, а задние лапы несут острые когти, приспособленные для рытья.

## Распространение и среда обитания
Щитоносный броненосец обитает в регионе Гран-Чако на севере Аргентины, в центральной и юго-восточной Боливии и западном Парагвае. Он населяет сухие травянистые районы и встречается только в местах с легкой песчаной почвой, в которых он может зарываться.

## Поведение
Поведение щитоносного броненосца мало изучено. Он умелый землерой и проводит большую часть времени в неглубоких, выкопанных им  норах,  и его редко можно увидеть над землей в течение дня. При испуге он может быстро закопаться и заблокировать вход в нору задними пластинами своего панцыря. Он всеяден и питается червями, личинками насекомых, взрослыми насекомыми, улитками, корнями и семенами. 
Особенности размножения этого вида плохо известны. После спаривания оплодотворенная яйцеклетка может оставаться в матке в течение нескольких месяцев, прежде чем произойдет имплантация. Затем яйцо может разделиться, и из одного оплодотворенного яйца может развиться до четырех эмбрионов. Период беременности, вероятно, составляет около четырех месяцев, как и у других видов броненосцев. Молодые рождаются зрелыми и способны передвигаться через несколько часов после рождения. Их панцири не затвердевают, пока им не исполнится несколько недель, самка примерно в это же время прекращает кормить своих детенышей молоком. Молодые щитоносные броненосцы становятся половозрелыми в возрасте от шести месяцев до одного года.

## Состояние вида
Одно время щитоносный броненосец был внесен в список МСОП как «близкий к уязвимому положению» из-за сокращения площади местообитаний, но в 2010 году его статус был изменен на «Недостаточно данных» на том основании, что численность животных была недостаточно известна для того, чтобы быть правильно риски сокращения. Его распространение весьма неоднородно, и в некоторых районах народа гуарани его преследуют, как только увидят, из-за традиционного убеждения, что это животное, дурное предзнаменование смерти, или дух мертвого младенца.  Однако он обитает в некоторых заповедниках и национальных парках, где, как предполагается, люди не должны его преследовать.